# Tahoma (California)
Tahoma es un lugar designado por el censo ubicado en el condado de El Dorado en el estado estadounidense de California. En el año 2010 tenía una población de 1.191 habitantes.

## Geografía
Tahoma se encuentra ubicado en las coordenadas 39°3′50.73″N 120°8′44.89″O / 39.0640917, -120.1458028.